# Donbass Arena
La Donbass Arena (en ukrainien : Донбас-Арена) est un stade situé dans le centre de Donetsk au centre du Parc Lénine Comsomol, dans l'Est de l'Ukraine. Doté d'une pelouse naturelle, le stade a une capacité de 51.504 places assises.
En capacité, c'est le deuxième plus grand stade d'Ukraine, derrière l'Olimpiysky de Kiev et ses 70.050 places.
Inauguré le 29 août 2009, c'était le domicile du Chakhtar Donetsk jusqu'à l'été 2014 où le club déménage à Kiev à la suite de la guerre du Donbass. Il a également accueilli des matches pour le Championnat d'Europe 2012.
Il doit son nom au bassin houiller Donbass, partagé entre l'Ukraine et la Russie, et situé entre la mer d'Azov et le Don.

## Histoire et design
La construction de la Donbass Arena, confiée à la société turque de construction ENKA, débute en 2006 et nécessite environ 1.600 ouvriers et spécialistes, principalement turcs. L'architecture du stade a été conçue par ArupSport, sous la direction de Charles Goddard qui était déjà à la base du City of Manchester Stadium, l'Allianz Arena de Munich et le Beijing National Stadium.
Son architecture avec un toit incliné du nord au sud afin de profiter au maximum de la lumière naturelle du soleil, le fait ressembler à une soucoupe volante. La façade est entièrement vitrée et un éclairage nocturne illumine le stade durant la nuit. Une très grande attention sera portée à la préservation des arbres du parc l'entourant, chacun de ses arbres ayant été planté en hommage à un soldat tué lors de la Seconde Guerre mondiale. 
Le coût de construction avoisinerait les 400 millions de dollars (environ 350 millions d'euros), entièrement financé par l'oligarque ukrainien Rinat Akhmetov, l'homme le plus riche du pays.
Ultra moderne, la Donbass Arena répond aux critères de la catégorie 4 de l'UEFA, qui identifie les infrastructures de haute qualité, devenant le premier stade ukrainien à obtenir une telle note.
Le Chakhtar Donetsk disputait ses matches à domicile dans cette enceinte. La première rencontre eu lieu le 27 septembre 2009 lors de la 8e journée du championnat d'Ukraine de football, 48.200 habitants assistèrent à la victoire du Chakhtar 4 à 0 contre l'Obolon Kiev.
Lorsque la guerre du Donbass éclate, le club déménage rapidement en mai 2014. Cherchant à conserver le contrôle du stade, son propriétaire y organise des distributions de nourriture pour les populations locales jusqu'à ce que les rebelles pro-russes ne prennent possession du stade en mars 2017. Après la saisie du stade, Rinat Akhmetov coupe les financements et réduit considérablement le personnel d'entretien, la Donbass Arena commençant à se dégrader : pelouse jaunie, éclairage hors-service...
Au cours de la guerre, le stade sera fortement endommagé lors d'un bombardement, subissant notamment un grave incendie en août 2014 .

## Données techniques
La construction de la Donbass Arena a nécessité de couler 120.000 mètres cubes de béton et 4.300 tonnes d'acier sont utilisées, dont 3.800 pour la structure du toit.
La surface vitrée de la façade est de 24.000 mètres carrés.
La surface des gradins de la Donbass Arena s'étend sur 24.000 mètres carrés.
Le stade compte 227 toilettes et 333 lavabos.

## Autres utilisations
- Concert de Beyoncé (I Am...Tour), 29 août 2009
- Concert de Rihanna pour les 75 ans du Chakhtar Donetsk le 14 mai 2011 (Loud Tour)
- Lors du Championnat d'Europe de football 2012, le 15 juin 2012, le match international du groupe D entre l'Ukraine et la France, disputé dans la Donbass Arena est interrompu au bout de 4 minutes et 30 secondes par l'arbitre en raison d'un violent orage et de risques de foudroiements. L'équipe de France remporte la rencontre sur le score de 2 à 0.

## Culture populaire
Le stade de Verdansk, dans le jeu vidéo Warzone et Call of Duty Modern Warfare, est directement inspiré de la Donbass Arena.

## Galerie

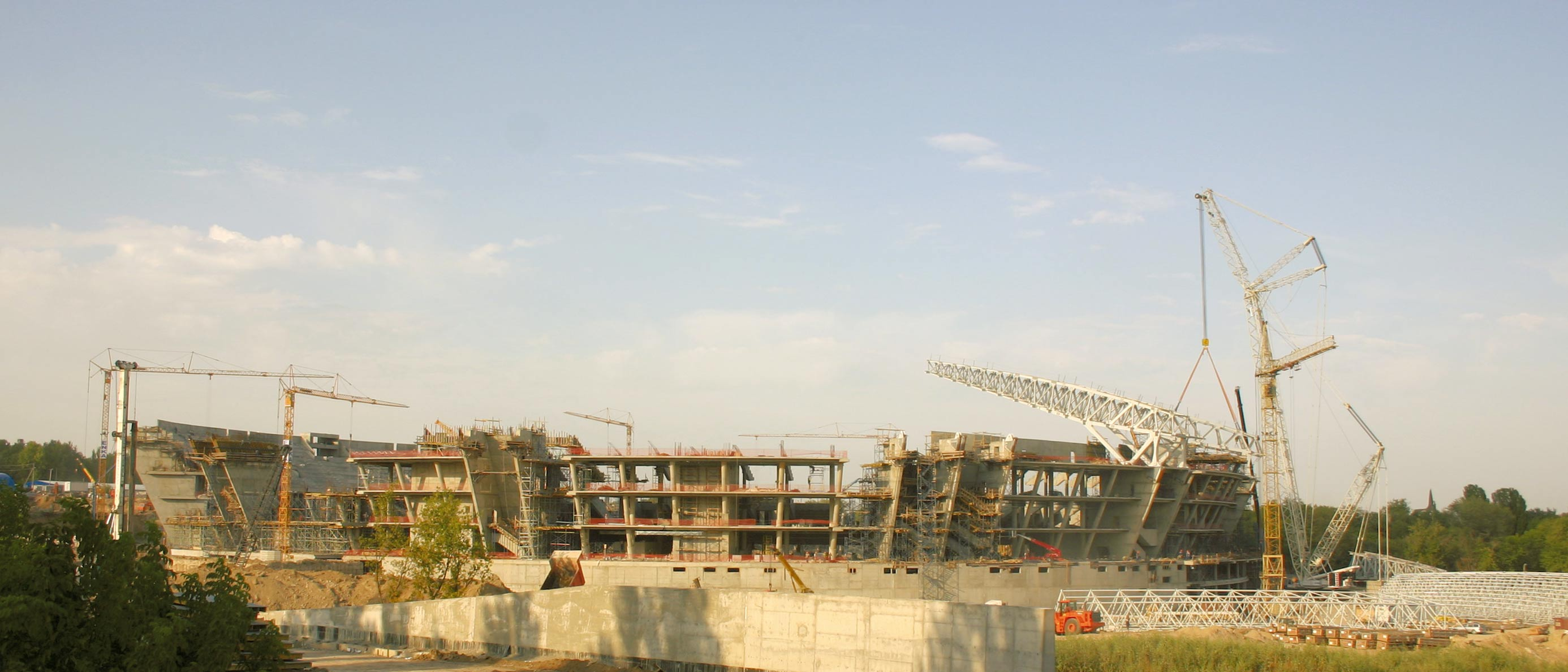
Le stade en construction, en août 2007.
La Donbass Arena éclairée de nuit.
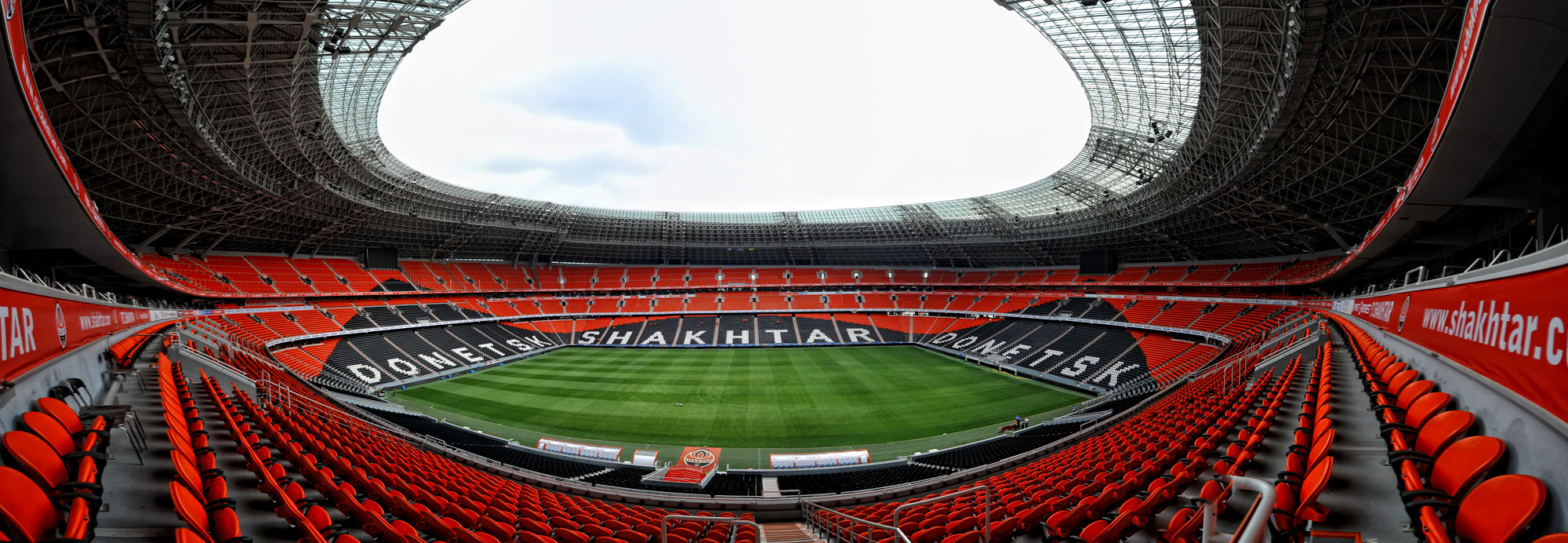
L'intérieur du stade.